# Raab-Katzenstein RK 29
Die Raab-Katzenstein RK 29 Deutsche Motte entstand 1930 bei der Rheinischen Luftfahrt-Industrie GmbH in Krefeld als Wettbewerbsflugzeug für den Europa-Rundflug 1930.

## Entwicklung
Die Raab-Katzenstein RK 29 Deutsche Motte war die erste Entwicklung der Rheinischen Luftfahrt-Industrie GmbH in Krefeld und die letzte Entwicklung aus der Reihe von Raab-Katzenstein-Flugzeugen. Sie entstand 1930 als Wettbewerbsflugzeug für die Teilnahme am Europa-Rundflug 1930. Der Bau wurde anfangs in Kassel und nach dem Bezug neuer Räumlichkeiten auf dem Flughafen Krefeld-Bockum durchgeführt. Entsprechend der Wettbewerbsvorgaben erfolgte die Auslegung durch Erich Gammelin und Konstrukteur Schüttkowski als Kabinenflugzeug mit Kurzstarteigenschaften. Da große Teile der Konstruktion von einer DH.60 Moth übernommen wurden, erhielt das Flugzeug den Typennamen Deutsche Motte.
Für den Bau zweier Wettbewerbsflugzeuge stellte die Stadt Krefeld einen Kredit von 10.000 RM zur Verfügung. Die beiden Flugzeuge wurden im Frühsommer 1930 fertiggestellt und vermutlich auch in Krefeld eingeflogen. Sie waren zur Teilnahme am Europa-Rundflug mit den Startnummern A4 für Antonius Raab sowie D9 für Kurt Katzenstein angemeldet. Auf Grund der wirtschaftlichen Lage der Rheinischen Luftfahrt-Industrie GmbH verfügte das Unternehmen allerdings im Juli 1930 nicht mehr über die liquiden Mittel zur Finanzierung des Rundflugs. Zur Finanzierung bot Antonius Raab die beiden Flugzeuge im Juli 1930 in Anzeigen vergeblich zur Teilnahme am Europa-Rundflug öffentlich an. Die Teilnahme am Europa-Rundflug wurde im Juli 1930 zurückgezogen.
Die beiden RaKa RK 29 waren die beiden letzten Flugzeuge, die im Sommer 1930 bei den Raab-Katzenstein-Werken bzw. der Rheinischen Luftfahrt-Industrie GmbH fertiggestellt wurden.

## Konstruktion
Wie bei RaKa-Konstruktionen üblich erfolgte die Auslegung in Gemischtbauweise mit einem geschweißten Stahlrohrrumpf und Tragflächen aus einer stoffbespannten Holzkonstruktion. Der Rumpf war keine Neukonstruktion, sondern wurde von einer De Havilland DH.60 Moth (möglicherweise eine der nicht fertiggestellten RaKa RK 12) übernommen und im Cockpitbereich so verbreitert, dass drei Personen hierin untergebracht werden konnten. Als Kabinenflugzeug wurde der Cockpitbereich mit einer Haube überdacht. Die Tragfläche wurde weitgehend neu konstruiert und war mit 22 m² verhältnismäßig groß, um den geforderten Kurzstarteigenschaften beim Wettbewerb zu entsprechen. Als Motor erhielt die RK 29 einen 110 PS starken Siemens & Halske Sh 14.

## Technische Daten
| Kenngröße             | RK 29                                      |
| --------------------- | ------------------------------------------ |
| Besatzung             | 2–3                                        |
| Spannweite            | 9,60 m                                     |
| Länge                 | 7,10 m                                     |
| Flügelfläche          | 22,00 m²                                   |
| Flächenbelastung      | 34,1 kg/m²                                 |
| Leistungsbelastung    | 6,8 kg/PS                                  |
| Leermasse             | 430 kg                                     |
| Zuladung              | 320 kg                                     |
| Startmasse            | 750 kg                                     |
| Höchstgeschwindigkeit | 190 km/h                                   |
| Gipfelhöhe            | 4000 m                                     |
| Aktionsradius         | 700 km                                     |
| Antrieb               | ein Siemens & Halske Sh 14, 110 PS (81 kW) |